# XTRMNTR
XTRMNTR (da pronunciare "Exterminator") è il sesto album discografico del gruppo musicale britannico Primal Scream, pubblicato nel 2000.

## Tracce
1. Kill All Hippies – 4:57
2. Accelerator – 3:41
3. Exterminator – 5:49
4. Swastika Eyes (Jagz Kooner Mix) – 7:05
5. Pills – 4:17
6. Blood Money – 7:03
7. Keep Your Dreams – 5:24
8. Insect Royalty – 3:35
9. MBV Arkestra (If They Move Kill 'Em) – 6:41
10. Swastika Eyes (Chemical Brothers Mix) – 6:33
11. Shoot Speed/Kill Light – 5:19

## Sample
- Kill All Hippies contiene un sample della voce di Linda Manz tratta dal film del 1980 Snack bar blues.

## Formazione
- Bobby Gillespie - voce
- Robert Young - chitarra
- Andrew Innes - chitarra
- Martin Duffy - tastiere
- Gary "Mani" Mounfield - basso
- Paul Mulreany - batteria
- Jim Hunt